# الهامة (الرقة)
الهامة قرية سورية تتبع ناحية الكرامة في منطقة مركز الرقة في محافظة الرقة. بلغ عدد سكانها 3462 نسمة في عام 2004 حسب إحصاء المكتب المركزي للإحصاء.